# Candidato
El término candidato se refiere al que aspira a algún puesto, grado, empleo, premio, honor. 

## Etimología
Candidato deriva del latín candidus ('blanco brillante', 'blanco puro').

## Candidatusromano
Se deriva de la costumbre que observaban en la Antigua Roma los que pretendían obtener los cargos políticos  de la república, los cuales se presentaban en las asambleas y reuniones públicas vestidos con una toga blanca, candida, entizada y blanqueada para que resultara de un blanco brillante, presumiblemente para indicar la pureza de sus intenciones y muy lucida con objeto de llamar más la atención y hacerse reparar de los que tenían que votar su participación en los asuntos cívicos. Incluso la nobleza romana, que por lo general usaban una franja de púrpura en su toga, estaba obligada a usar esta simple toga candida durante la campaña electoral para garantizar la igualdad de oportunidades para todos los contendientes.
En el tiempo del emperador Gordiano III llamaron también candidatos, candidati, a ciertos soldados de las legiones romanas, que para diferenciarse de los demás soldados vestían unas túnicas blancas. Se distinguían además de los otros legionarios por su talla, figura y valor y por lo común peleaban cerca del general o del emperador.
Tertuliano llama a los que pedían el bautismo candidati Dei.

## Candidatos a miembros de la Iglesia
A las personas que desean ser recibidas como miembros de la Iglesia católica y que han sido bautizadas en otra denominación cristiana principal se les denominan candidatos y su recepción en la Iglesia católica se lleva a cabo a través de una profesión de fe, seguida de la recepción de la Comunión y la Confirmación. En cambio, aquellas personas que nunca han recibido el sacramento del bautismo son canónicamente consideradas no cristianas y si se están preparando para convertirse en miembros de la Iglesia católica, se les conoce como catecúmenos.